# Niek Roozen
Niek Roozen (Haarlem, 27 agosto 1997) è un attore olandese.

## Biografia
Niek Roozen è nato il 27 agosto 1997 ad Haarlem, nei Paesi Bassi.
Ha esordito come attore nel 2014 interpretando il personaggio di Max nella serie televisiva per ragazzi Brugklas. In quello stesso anno ha anche interpretato uno dei ruoli principali nel film De Bende van Urk.
Nel 2016 ha recitato nel film Renesse nel ruolo di Bas. L'anno seguente ha recitato nel film Misfit di Erwin van den Eshof nel ruolo di Nick. In seguito è tornato ad interpretarlo nei due film sequel e nella serie televisiva del 2021.

## Filmografia

### Attore

#### Cinema
- Verschillende gedachten, regia di Iris Boes - cortometraggio (2014) Uscito in home video
- De Bende van Urk, regia di Bryan Flederus (2014)
- Raaf, regia di Noen Brouwer - cortometraggio (2015)
- Renesse, regia di Willem Gerritsen (2016)
- Misfit, regia di Erwin van den Eshof (2017)
- Vals, regia di Dennis Bots (2019)
- Brugklas: De Tijd van m'n Leven, regia di Raymond Grimbergen (2019)
- Verliefd op Cuba, regia di Johan Nijenhuis (2019)
- Misfit 2, regia di Erwin van den Eshof (2019)
- Project Gio, regia di Bas van Teylingen (2019)
- Misfit 3: De Finale, regia di Erwin van den Eshof (2020)
- Foodies, regia di Mannin de Wildt (2022)

#### Televisione
- Brugklas – serie TV, 144 episodi (2014-2020)
- Het Geheim van Eyck – serie TV, 51 episodi (2015)
- Tessa, regia di Anne de Clercq e Pieter van Rijn – miniserie TV, 1 episodio (2015)
- De Vloek van Manege Pegasus – serie TV, 6 episodi (2016)
- Centraal Medisch Centrum – serie TV, 1 episodio (2017)
- The Passion, regia di David Grifhorst – film TV (2018)
- De slet van 6VWO – serie TV, 8 episodi (2021)
- Misfit - Fuori posto: La serie (Misfit: The Series) – serie TV, 8 episodi (2021)

### Regista
- PRIL - cortometraggio (2017)
- STIK - cortometraggio (2019)

### Sceneggiatore
- Vincent Visser & Niek Roozen: SUBS, regia di Vincent Visser - cortometraggio (2018)